# Juan Antonio Bardem
Juan Antonio Bardem Muñoz (Madrid, 2 de junio de 1922-Madrid, 30 de octubre de 2002) fue un reconocido director de cine español, que alcanzó fama internacional con sus primeras películas, a mediados de la década de 1950. Entre sus películas destacan Muerte de un ciclista (1955) y Calle Mayor (1956). Fue militante del PCE, primero en la clandestinidad, durante el franquismo, y luego durante la democracia.

## Biografía
Nacido el 2 de junio de 1922. Hijo de los actores Rafael Bardem y Matilde Muñoz Sampedro y hermano de la actriz Pilar Bardem. Se casó con María Aguado Barbado y tuvieron cuatro hijos: Miguel Bardem, Juan, Rafael y María. Fue también tío de los actores Javier Bardem, Carlos Bardem y Mónica Bardem.
En su juventud colaboró como crítico de cine con revistas como Alerta, Ateneo, La Hora, Alcalá, Índice de las artes y las letras o Film Ideal. Fue uno de los fundadores de la revista Objetivo, especializada en crítica cinematográfica. El equipo de redacción fue además uno de los principales impulsores de las Conversaciones de Salamanca, en 1955.
Aunque es hijo de actores no se vincula a ese mundo desde un principio, sino que se titula como Ingeniero agrónomo. Es posteriormente, cuando estudia cine en el instituto de Investigaciones y Experiencias Cinematográficas, recién fundado en Madrid, cuando se plantea dedicarse al mundo del celuloide. De esa época nace la amistad y la colaboración con Luis García Berlanga, compañero de escuela, junto a otros jóvenes cineastas. La relación fructificó en la película Esa pareja feliz, que codirigieron, y continuó en Bienvenido, Mister Marshall, de 1953, en la cual ambos fueron coguionistas (contando además con la contribución de Miguel Mihura en algunos diálogos). Bienvenido, Mister Marshall, dirigida por Berlanga, obtuvo el premio al mejor guion de humorr en el Festival de Cannes, lo cual lanzó la carrera como directores tanto de Berlanga como de Bardem. 
En 1953 comienza a dirigir sus propias películas, de las que destacan Muerte de un ciclista (1955, Premio de la Crítica internacional en el Festival de Cannes), Calle Mayor (1956, Premio de la Crítica en el Festival de Venecia) y La venganza (primera película española en ser nominada al Oscar). Pese a estos éxitos internacionales, Bardem tuvo problemas en España con la censura, debido a su militancia en el PCE, por lo que en la segunda mitad de los años 1960 apenas pudo desarrollar su trabajo cinematográfico en el país.  
Es el más politizado de las Tres Bes del cine español (Bardem, Berlanga y Buñuel). Bardem rodó algunas de sus películas en el extranjero, en países como México (Sonatas), Argentina (Los inocentes) o Bulgaria (Advertencia). Tuvo también vínculos profesionales con Italia y con Francia, países con los que realizó coproducciones rodadas en territorio español. 
Fue el primer director español en ser invitado como jurado al festival de Cannes (en 1955) y en representar a España en los premios Oscar de la Academia de Hollywood, al ser nominada como mejor película extranjera La venganza. El premio lo recibió finalmente Mi tío, del francés Jacques Tatí. También fue durante años el presidente de la productora Uninci, con la que produjo películas propias y ajenas (entre las más famosas, Viridiana, de Luis Buñuel y La mano en la trampa, del argentino Leopoldo Torre Nilsson, ambas premiadas en el festival de Cannes de 1962). 

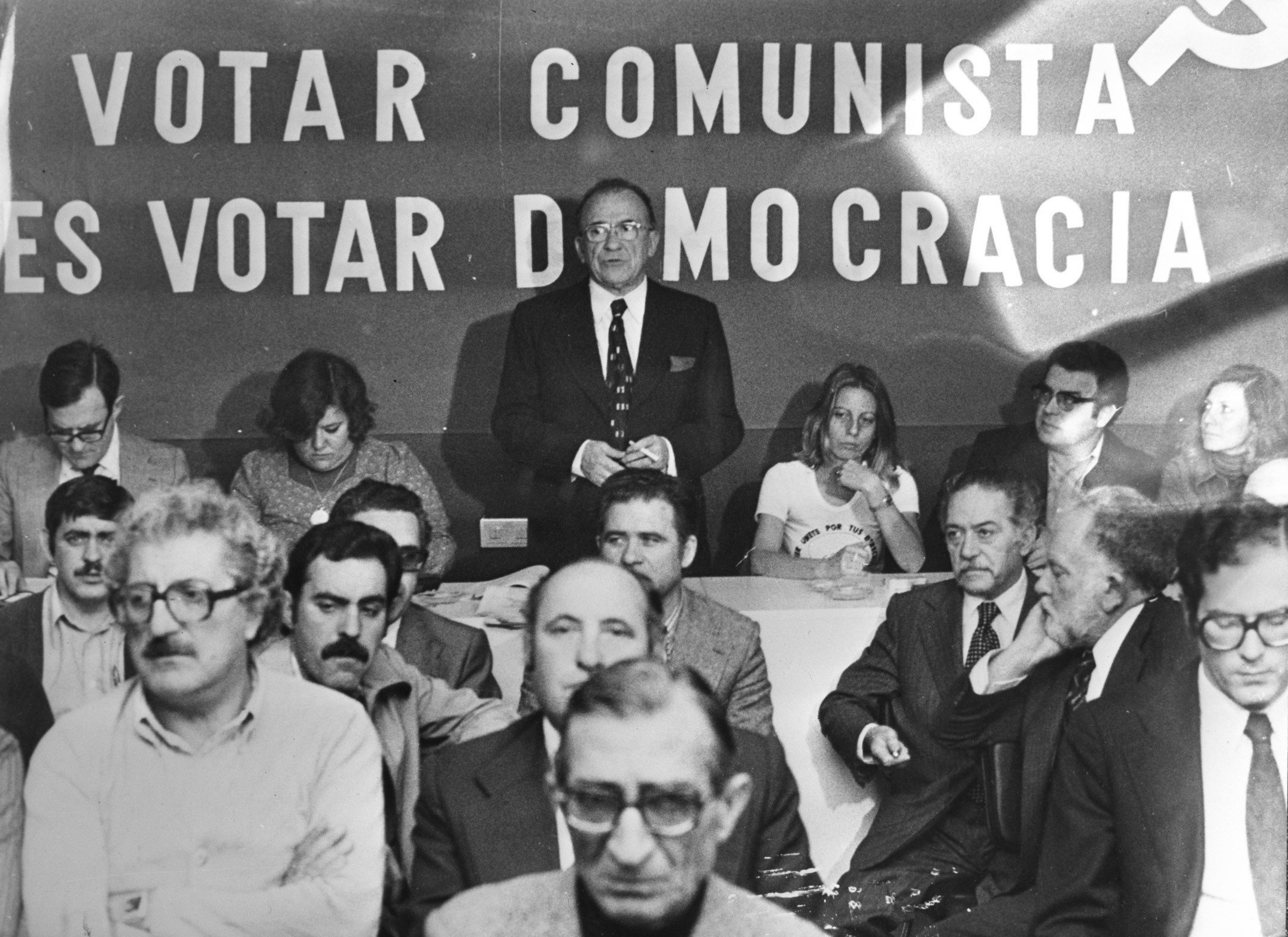
Juan Antonio Bardem (primero en la esquina inferior izquierda en primera fila) en un acto público del PCE

Sus películas posteriores, en los años 1970, con un perfil claramente comercial y en algunos casos al servicio de sus estrellas, como Sara Montiel o Marisol (ya como actriz adulta, buscando tomar distancia de su imagen de estrella infantil), no recibieron el respaldo de la crítica. La excepción sería El puente (1977), en la que, a través de ofrecerle un personaje atípico al actor Alfredo Landa, intentaba deshacer el discurso cinematográfico del landismo. 
También se cuenta entre sus obras Siete días de enero (1979, galardón Golden Price en el Festival de Moscú), película que, combinando recursos de ficción y de documental, narra el asesinato de cuatro abogados laboralistas pertenecientes al Partido Comunista de España por parte de un comando terrorista de la ultraderecha española, todo ello en plena transición española.

En la década de 1980 dirigió tres producciones para televisión: Lorca, muerte de un poeta (miniserie de seis episodios sobre Federico García Lorca), Jarabo (un capítulo para la serie policial La huella del crimen) y El joven Picasso (sobre los inicios de la carrera del pintor Pablo Picasso en París). 

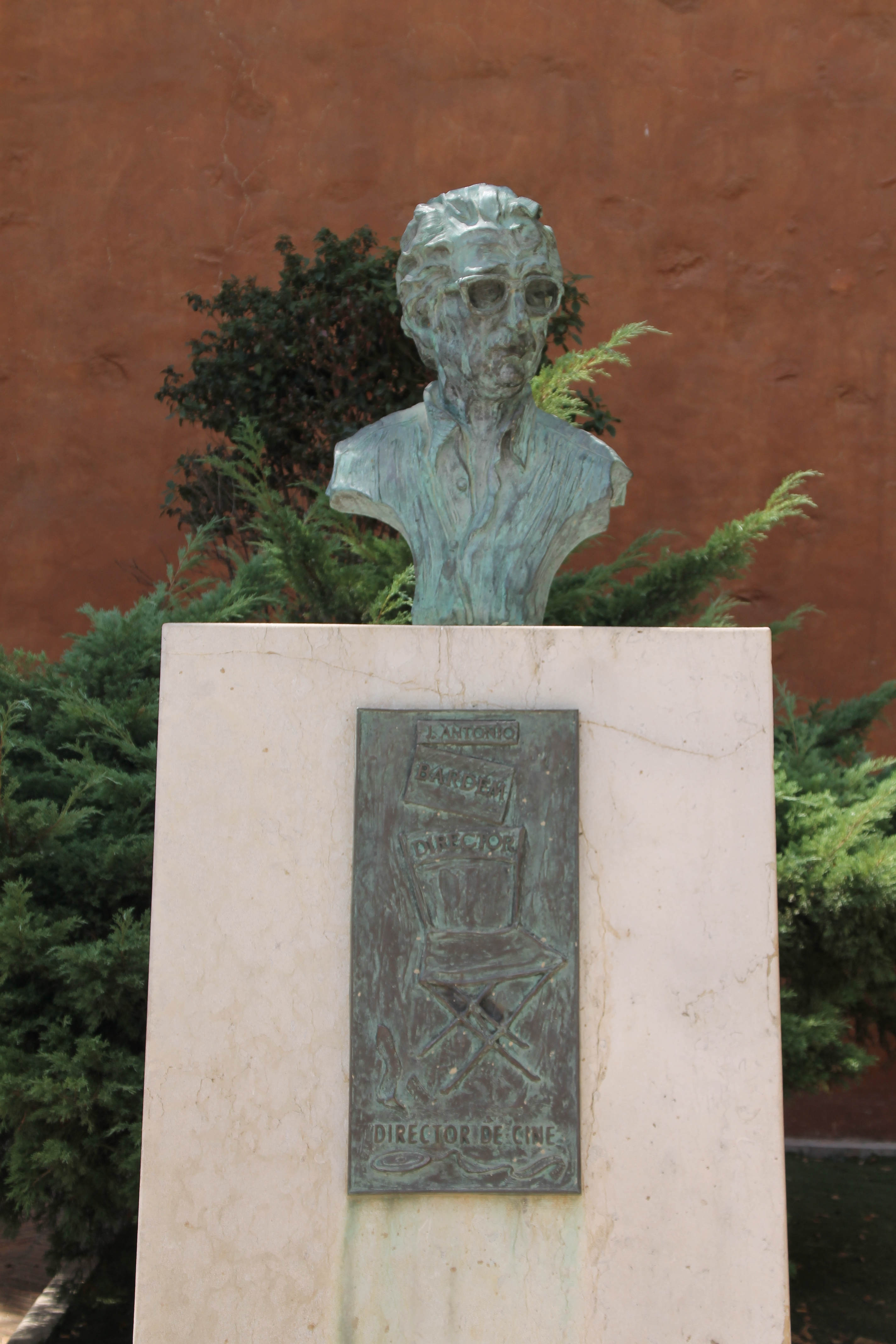
Busto de Juan Antonio Bardem en Benicasim

Murió en Madrid el 30 de octubre de 2002 a los ochenta años de edad debido a una enfermedad hepática. Poco antes había escrito un libro de memorias titulado Y todavía sigue. Entre sus papeles de trabajo dejó más de quince proyectos desarrollados a lo largo de su carrera (como sus adaptaciones de El rey y la reina —novela de Ramón J. Sender—, o Bloody Mary Florida —sobre Parte de una historia, de su amigo Ignacio Aldecoa— o guiones originales como Matar al general —sobre el asesinado del portugués Humberto Delgado— o Último otoño).

## Centenario
El 2 de junio de 2022 se conmemoró el centenario de su nacimiento, dando inicio a una serie de actividades que se desplegarían a lo largo de un año.    
La editorial Cátedra reeditó sus memorias, con un nuevo diseño de portada, incorporando un prólogo y varias notas del crítico Carlos F. Heredero.    
La editorial Ocho y Medio lanzó "Juan Antonio Bardem, de puño y letra", resultado de una investigación realizada por María Bardem (hija del director), el periodista Jorge Castillejo y el guionista Diego Sabanés, con el apoyo de la Academia de las Artes y las Ciencias Cinematográficas de España. El volumen recupera textos inéditos o poco conocidos del autor, incluyendo críticas (publicadas en sus años de juventud, en revistas culturales), escritos (entre ellos, su famoso discurso en las Conversaciones de Salamanca, evocaciones de las salas de cine de su infancia, notas sobre el origen de algunas de sus películas y su cuaderno de apuntes para el montaje teatral de La casa de Bernarda Alba, de Federico García Lorca), correspondencia (con su familia y algunos colegas) y una selección de fragmentos de sus diarios de trabajo (en particular de aquellas películas de las cuales el cineasta no había hecho comentarios en sus memorias). El volumen recibe al año siguiente el premio Cine-Història, otorgado por la Universidad de Barcelona, a la mejor publicación de la materia en 2022.   
La Semana Internacional de Cine de Valladolid realizó también un homenaje con proyecciones y mesas redondas, además de la publicación del libro A viva voz: Juan Antonio Bardem, de la A a la Z (una recopilación de fragmentos de entrevistas, ordenados por temas, realizada también por María Bardem, Jorge Castillejo y Diego Sabanés).    
La RTVE le dedica un capítulo de su serie documental Imprescindibles.   
En mayo de 2023 la asociación 70 Teclas publicó el guion de Siete días de enero, con prólogos de Gregorio Morán y Fernando Lara.    

## Reconocimientos
Tiene tres calles con su nombre, una en el barrio del ensanche de Vallecas en el Sureste de la ciudad de Madrid, otra en la ciudad de Rivas-Vaciamadrid y otra en Palencia, donde fue detenido durante el rodaje de Calle Mayor.

## Filmografía

### Como director
- Paseo por una guerra antigua (cortometraje documental, codirigido junto a Luis García Berlanga, 1948)
- Esa pareja feliz (1951) codirigida junto a Luis García Berlanga,
- Cómicos (1954)
- Felices Pascuas (1954)
- Muerte de un ciclista (1955)
- Calle Mayor (1956)
- La venganza (1958)
- Sonatas (1959)
- A las cinco de la tarde (1961)
- Los inocentes (1963)
- Nunca pasa nada (1963)
- Los pianos mecánicos (1965)
- El último día de la guerra (1968)
- Varietés (1971)
- La corrupción de Chris Miller (1973)
- La campana del infierno (1973), codirigida (sin acreditar) con Claudio Guerín.
- El poder del deseo (1975)
- El puente (1977)
- Siete días de enero (1979)
- Die Mahnung (Advertencia) (1982)
- España una fiesta (1985), cortometraje documental.
- Resultado final (1997)

### Como guionista
- Esa pareja feliz (1951)
- Bienvenido, Mister Marshall (1953)
- Novio a la vista (1954)
- Felices Pascuas (1954)
- Cómicos (1954)
- Muerte de un ciclista (1955)
- Don Juan, coguionista junto al director, John Berry (1956)
- Calle Mayor (1956)
- La venganza (1958)
- Sonatas (1959)
- Los inocentes (1963)
- Los pianos mecánicos (1965)
- Varietés (1971)
- La isla misteriosa (1973)
- El puente (1977)
- Siete días de enero (1979)
- Resultado final (1997)

### Televisión
- Les évasions célèbres (Evasiones célebres) (1972), serie codirigida.
- L'île mystérieuse (La isla misteriosa) (1973), miniserie de 12 episodios, codirigida con Henri Colpi (6 episodios).
- Jarabo (1985), episodio de la serie La huella del crimen.
- Lorca, muerte de un poeta (1987), miniserie de 6 episodios.
- El joven Picasso (1993), miniserie de 3 episodios.

### Teatro
- En la red, de Alfonso Sastre. Teatro Recoletos, Madrid (marzo de 1961).
- La casa de Bernarda Alba, de Federico García Lorca. Teatro Goya, Madrid (enero de 1964).

## Premios y distinciones
Premios Óscar
| Año  | Categoría                          | Película    | Resultado |
| ---- | ---------------------------------- | ----------- | --------- |
| 1959 | Mejor película de habla no inglesa | La venganza | Nominado  |

Festival Internacional de Cine de Cannes
| Año  | Categoría            | Película              | Resultado |
| ---- | -------------------- | --------------------- | --------- |
| 1955 | Premio de la Crítica | Muerte de un ciclista | Ganador   |
| 1958 | Premio de la Crítica | La venganza           | Ganador   |

Festival Internacional de Cine de Venecia
| Año  | Categoría                          | Película    | Resultado |
| ---- | ---------------------------------- | ----------- | --------- |
| 1956 | Mención especial                   | Calle Mayor | Ganador   |
| 1956 | Premio New Cinema - Mejor película | Calle Mayor | Ganador   |
| 1956 | Premio FIPRESCI                    | Calle Mayor | Ganador   |

Festival Internacional de Cine de Berlín
| Año  | Categoría      | Película      | Resultado |
| ---- | -------------- | ------------- | --------- |
| 1963 | Premio UNICRIT | Los inocentes | Ganador   |

Medallas del Círculo de Escritores Cinematográficos
| Año  | Categoría                | Película                    | Resultado |
| ---- | ------------------------ | --------------------------- | --------- |
| 1951 | Premio Jimeno            | Esa pareja feliz            | Ganador   |
| 1954 | Mejor argumento original | Bienvenido, Mister Marshall | Ganador   |

Premios Sant Jordi de Cinematografía
| Año  | Categoría      | Película    | Resultado |
| ---- | -------------- | ----------- | --------- |
| 1957 | Mejor director | Calle Mayor | Ganador   |
| 1977 | Mejor Película | El puente   | Ganador   |

Otros premios
- Medalla de oro al mérito a las Bellas Artes (1986)
- Goya de Honor (2002)
- Estrella en el Paseo de la fama de Madrid (2011)